# Goudsberg (Valkenburg)

Goudsberg gezien vanuit de richting van Walem

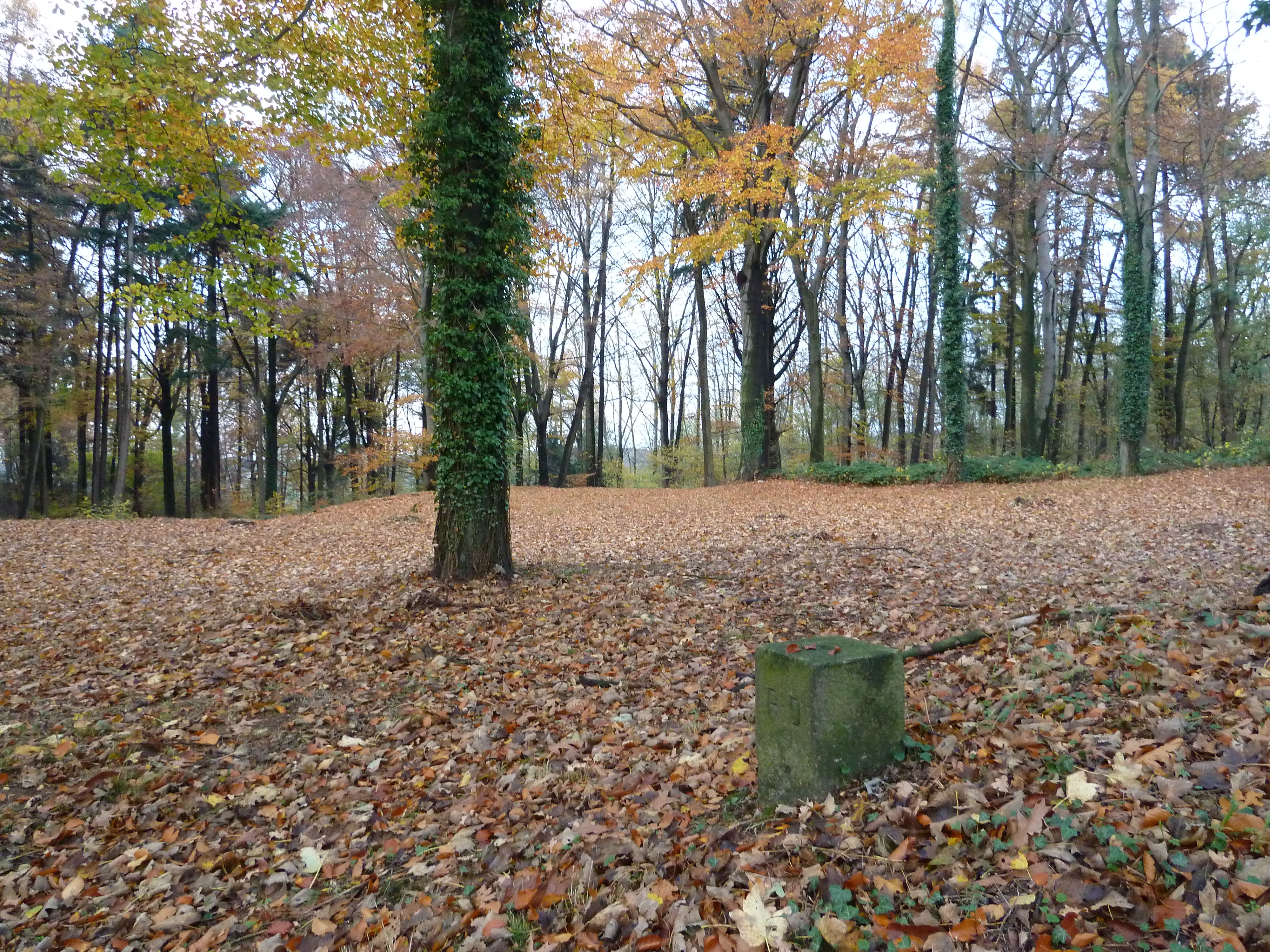
RD-steen op de Goudsberg

De Goudsberg is een heuvel tussen Walem en Valkenburg gelegen aan de Steenstraat in de Nederlandse provincie Limburg. De Goudsberg is in feite een uitstulping van het Centraal Plateau in het Geuldal. Het hoogste punt ligt op ca 140 m boven NAP.
De naam Goudsberg zou een verwijzing kunnen zijn naar de kleur van het zand dat onder de humuslaag zichtbaar is. De kleur zou veroorzaakt zijn door ijzerhoudend water uit oudere hoger gelegen bronnen op het plateau. Volgens een andere theorie zou de oorspronkelijke naam "Godsberg" zijn geweest.
Een laat-mesolithische kling, aangetroffen in het oostelijk deel van de Goudsberg, toont aan dat het gebied in deze periode (8800-5500 v. Chr) al bewoond was.
In 1916 werden op de heuvel opgravingen verricht door Jan Hendrik Holwerda. Daarbij kwamen de fundamenten bloot te liggen van de Wachtpost Goudsberg, een Romeinse wachttoren met afmetingen van 8,8 meter bij 12,2 meter, uit de 3e of 4e eeuw na Chr. Het terrein met de restanten van de wachtpost is een rijksmonument. Nabij de Goudsberg lag het trajectdeel Maastricht-Heerlen van de Via Belgica, de Romeinse weg van Bavay naar Keulen.
In september 1944, bij de bevrijding van Limburg aan het einde van de Tweede Wereldoorlog, stond op de Goudsberg een zogenaamd machine gun nest.
Op de Goudsberg bevindt zich een rijksdriehoekscoördinatensteen. Verder naar het zuiden ligt de Schaelsberg.